# Castle Valley
Castle Valley ist ein Ort (mit dem Status einer Town) im Grand County im Südosten des US-Bundesstaates Utah. Das U.S. Census Bureau hat bei der Volkszählung 2020 eine Einwohnerzahl von 347 ermittelt. Castle Valley hat eine Fläche von 20,9 km². Die Bevölkerungsdichte liegt bei etwa 17 Einwohnern pro km².

## Geographie

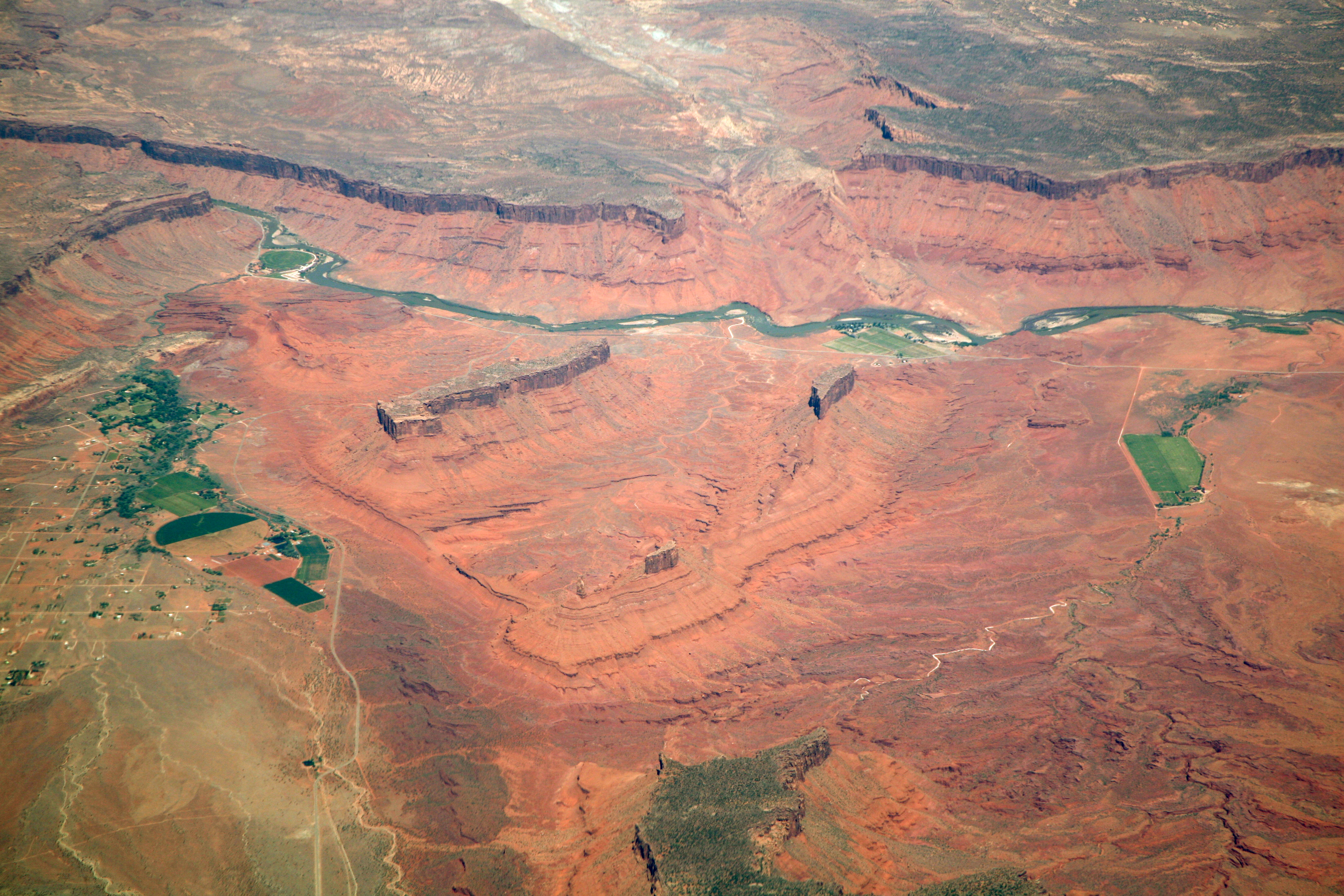
Castle Valley (links) im gleichnamigen Tal

Castle Valley liegt östlich von Moab und nahe dem Arches-Nationalpark in einem Seitental des Colorado Rivers. Es wird dominiert durch umliegende Tafelberge im Südwesten und Nordosten. Im Südosten beginnen die La Sal Mountains. Am Ort fließt der Castle Creek vorbei, der westlich in den Colorado mündet. Prägend ist der etwa 120 Meter hohe Castle Rock, eine Felsnadel aus Sandstein, die sich über Tal und Ort erhebt.

## Demographie
Bei der Volkszählung 2010 hatte Castle Valley 319 Einwohner. Diese lebten in 170 Haushalten und hatten ein mittleres Alter von 56,3 Jahren. In 89 Haushalten (52,4 %) lebten Familien, in 14 (8,2 %) wohnten Kinder unter 18 Jahren. 52 % der Einwohner waren männlich und 48 % weiblich.
96,2 Prozent bezeichneten sich als Weiße, 1,9 Prozent als Hispanics oder Latino, 0,6 Prozent waren asiatischer Abstammung und 1,3 Prozent gaben zwei oder mehr Rassen an.

## Trivia
Um Castle Valley wurden Teile der HBO-Serie Westworld gedreht.